# St. Stephanus (Lank-Latum)

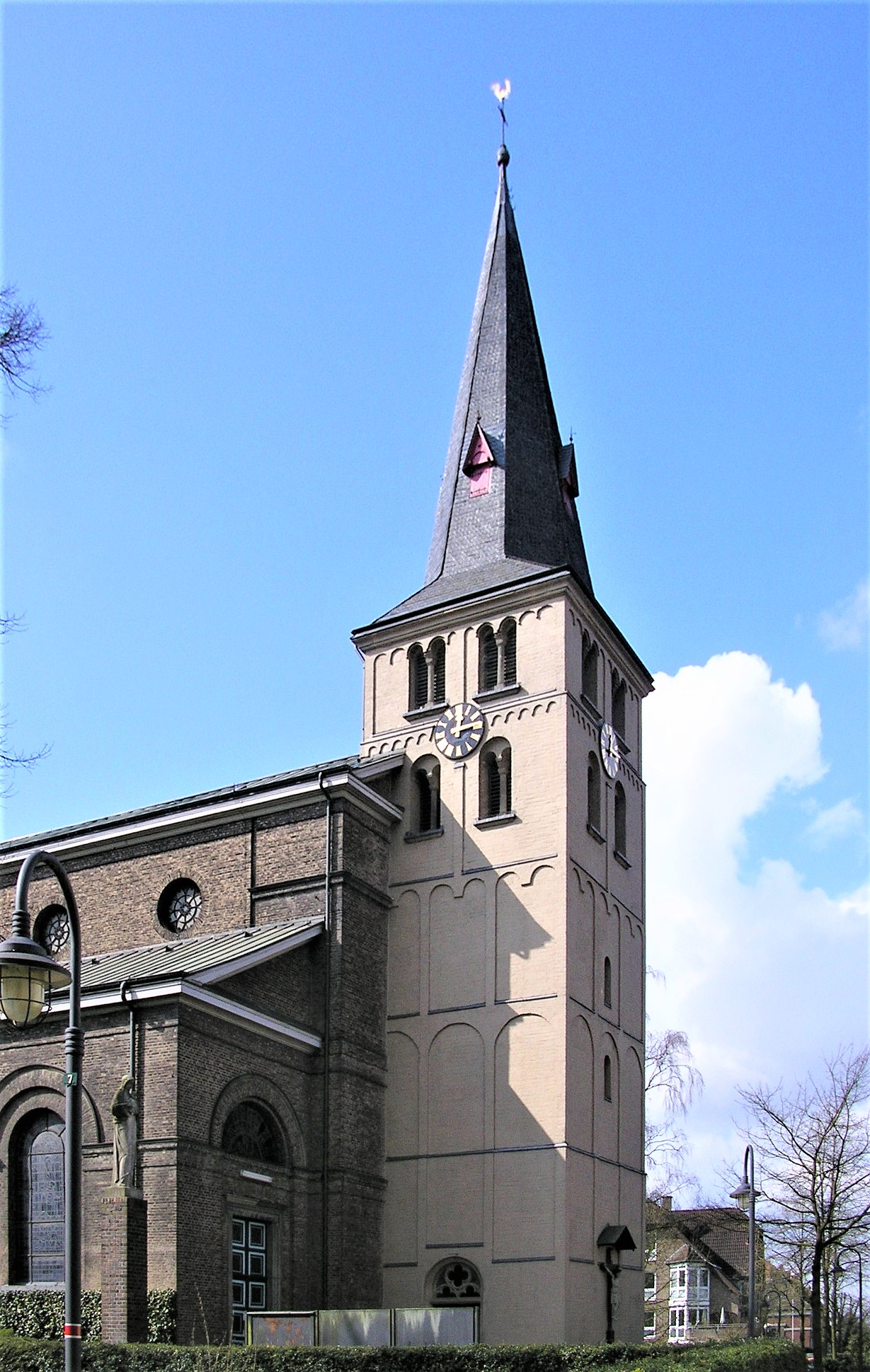
Der romanische Turm von St. Stephanus

St. Stephanus ist die römisch-katholische Pfarrkirche von Lank-Latum, einem Ortsteil der Stadt Meerbusch im Rhein-Kreis Neuss.

## Geschichte
Die erste schriftliche Erwähnung eines Pfarrers in Lank stammt aus dem Jahr 1176, eine Kirche wurde 1202 zum ersten Mal genannt, sie wurde auf dem Boden des Lanker Fronhofs des Stifts Kaiserswerth errichtet. 1408 kam es mit der Lanker Pfarrei und dem Kaiserswerther Kapitel wegen der Herstellung der Kirche zum Streit.
Die Kirche wurde mehrfach um- und ausgebaut. Bei Bränden durch Überfälle der hessischen Truppen in der Folge der Schlacht auf der Kempener Heide 1642 und 1645 wurde das steinerne Gebäude vollständig zerstört und konnte erst ab 1662 in bescheidenerem Umfang wieder aufgebaut werden. 1770 erfolgten Veränderungen an Fenstern und Dach. Die 1647 gegossene Glocke musste 1780 ausgetauscht werden, da sie gesprungen war. Die heutige dreischiffige Basilika mit Rosettendecke entstand mit den Umbauten des Krefelder Stadtbaumeisters Johann Heinrich Freyse 1841 bis 1844. Dabei wurde auch die Ausrichtung der Kirche verändert. Während sie ursprünglich in Ost-West-Richtung gebaut war, steht sie seit den Umbauten in Nord-Süd-Richtung.
Von dem romanischen Bau der Kirche besteht heute nur noch der Turm. Der Kunsthistoriker Paul Clemen nennt ihn „einen der stattlichsten seiner Art“. Der Turm ist sechsstöckig und leicht verjüngt. Das zweite und dritte Geschoss zeigen auf jeder Seite drei durchgehende rundbogige Blenden, das vierte drei mit je zwei Rundbogen abgeschlossene, das fünfte und sechste zwei mit Rundbogenfries abgeschlossene Blenden. Das zweite Glockengeschoss und die gotisierende Schieferpyramide wurden nachträglich aufgesetzt.
Seit dem 1. Januar 2010 ist die St.-Stephanus-Kirche Pfarrkirche der neu errichteten Pfarrei Hildegundis von Meer. Die Pfarrei vereinigt die Gemeinden des ehemaligen Dekanats Meerbusch im Bistum Aachen.

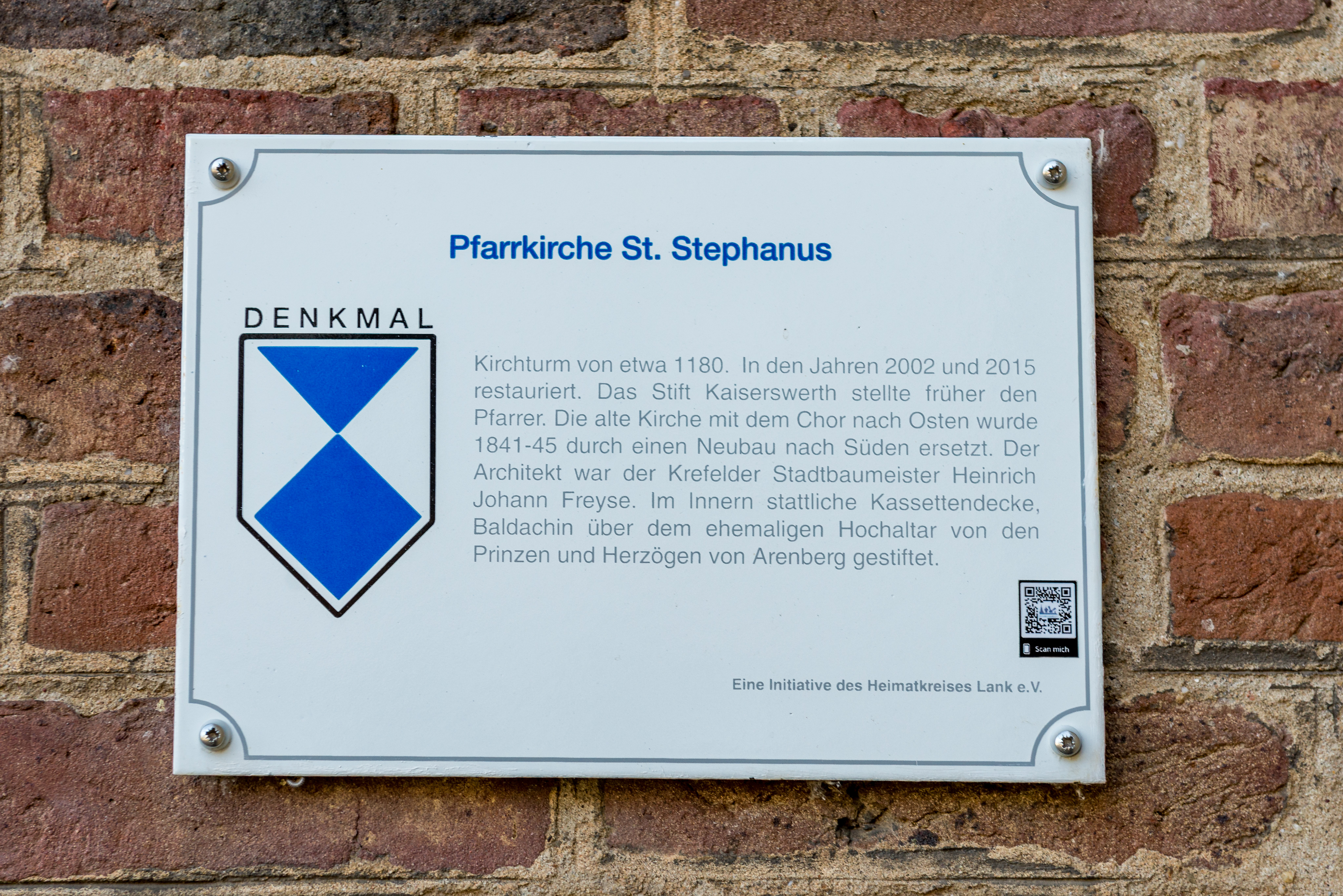
Denkmaltafel an der Kirche St. Stephanus in Lank-Latum

## Ausstattung

### Orgel

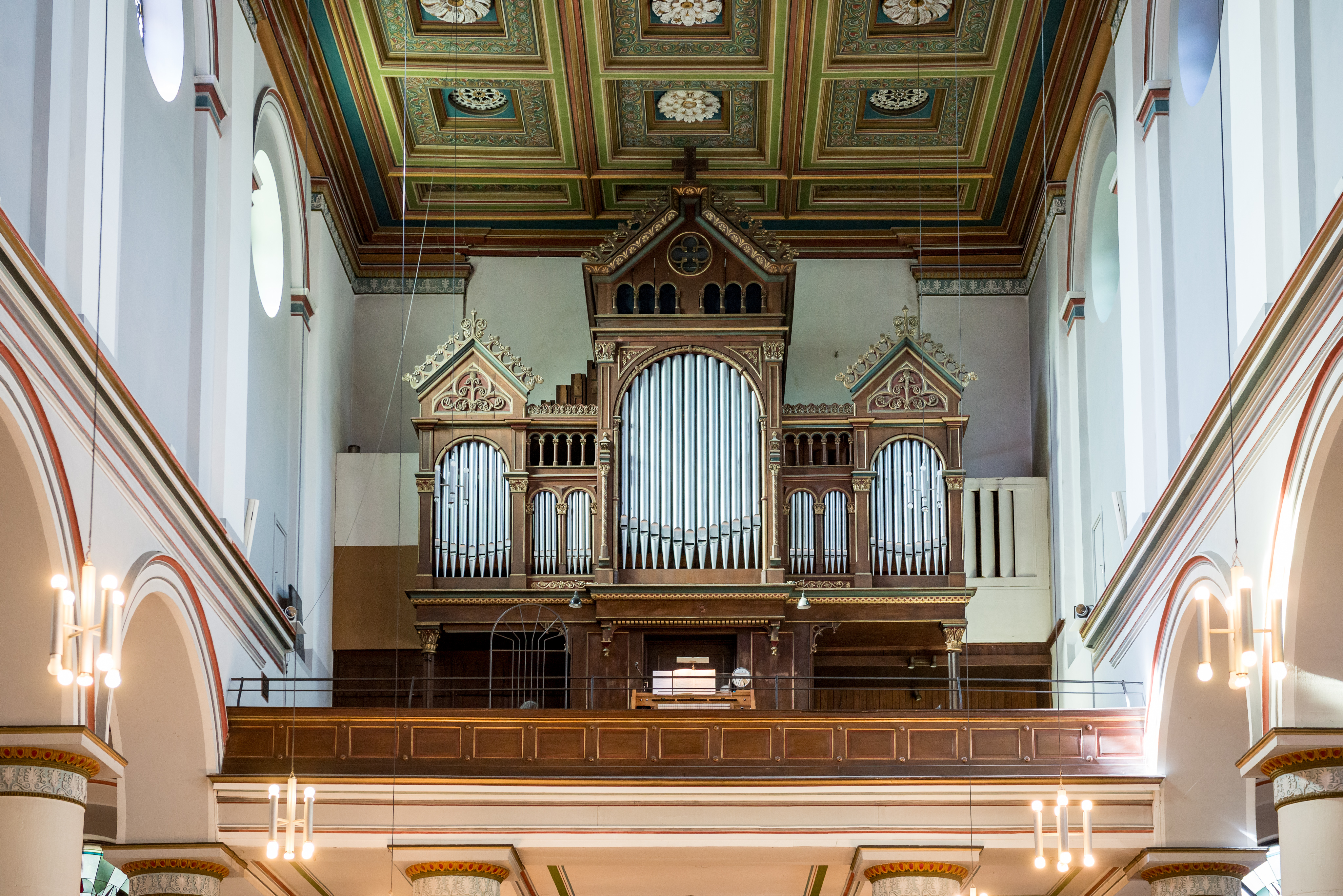
Orgelprospekt der Fabritius Orgel

Die Kirche verfügt über eine Orgel mit 30 Registern verteilt auf zwei Manuale und Pedal. Die Trakturen der Kegelladen sind elektropneumatisch ausgeführt.
Die Orgel wurde in ihrer heutigen Form 1883 von der Firma Edmund Fabritius aus Kaiserswerth gebaut; die Prospektgestaltung erfolgte durch einen Krefelder Bildhauer. Knapp 20 % der Pfeifen wurden aus der Barockorgel aus dem 18. Jahrhundert übernommen, die in der Vorgängerkirche gestanden hatte. 1938 wurde die Orgel von Fabritius erweitert und die Disposition teilweise verändert. Restaurierungen erfolgten 1983, 2004 und 2012 durch die Firma Weimbs aus Hellenthal. Die Disposition der Orgel ist wie folgt:
| I Hauptwerk C–g3 |            |       |
| 01.              | Prinzipal  | 8′    |
| 02.              | Bordun     | 8′    |
| 03.              | Gamba      | 8′    |
| 04.              | Zartflöte  | 8′    |
| 05.              | Oktave     | 4′    |
| 06.              | Flöte      | 4′    |
| 07.              | Nasard     | 2 ⁄3′ |
| 08.              | Oktave     | 2′    |
| 09.              | Mixtur IV  | 2′    |
| 10.              | Zimbel III | 1′    |
| 11.              | Trompete 0 | 8′    |

| II Schwellwerk C–g3 |                |        |
| 12.                 | Quintade       | 16′    |
| 13.                 | Salicional     | 08′    |
| 14.                 | Holzflöte      | 08′    |
| 15.                 | Gedackt        | 08′    |
| 16.                 | Vox celestis 0 | 08′    |
| 17.                 | Prinzipal      | 04′    |
| 18.                 | Gemshorn       | 04′    |
| 19.                 | Waldflöte      | 02′    |
| 20.                 | Quinte         | 01 ⁄3′ |
| 21.                 | Mixtur IV      | 01 ⁄3′ |
| 22.                 | Oboe           | 08′    |
|                     | Tremulant      |        |

| Pedalwerk C–g3 |                 |        |
| 23.            | Prinzipalbass 0 | 16′    |
| 24.            | Subbass         | 16′    |
| 25.            | Oktavbass       | 08′    |
| 26.            | Gedecktbass     | 08′    |
| 27.            | Choralbass      | 04′    |
| 28.            | Rauschpfeife    | 02 ⁄3′ |
| 29.            | Posaune         | 16′    |
| 30.            | Trompete        | 08′    |

- Koppeln: I/I (Suboktavkoppel), II/I (auch als Superoktavkoppel), I/P, II/P
- Spielhilfen: Crescendowalze